# Mont Pitt
Le mont Pitt est une montagne de l'île Norfolk située dans le parc national de l'île Norfolk.